# فابيولا راموس
فابيولا راموس (بالإسبانية: Fabiola Ramos)‏ هي لاعبة تنس الطاولة فنزويلية، ولدت في 15 سبتمبر 1977 في ماراكايبو في فنزويلا.

## وصلات خارجية
- فابيولا راموس على موقع أوليمبيديا (الإنجليزية)